# Eastry
Eastry – wieś w Anglii, w hrabstwie Kent, w dystrykcie Dover. Leży 16 km na wschód od miasta Canterbury i 104 km na wschód od centrum Londynu. W 2001 miejscowość liczyła 2168 mieszkańców.